# 算珠豆
算珠豆（学名：Urariopsis cordifolia）为豆科算珠豆属下的一个种。